# ماشية أيرشاير
ماشية أيرشاير (بالإنجليزية: Ayrshire cattle)‏ سلالة من ماشية الحليب موطنها الأصلي مقاطعة أيرشاير التاريخية في جنوب غرب اسكتلندا.